# Biom
Biomul reprezintă un complex de ecosisteme, având un teritoriu mare, factori abiotici specifici și o floră și o faună specifică.

## Exemple de biomuri
- Biomuri terestre:
  - Tundră;
  - Taiga;
  - Pădure de foioase:
    - Pădure de foioase temperată;
    - Pădure de foioase subtropicală;
    - Pădure de foioase tropicală;
    - Pădure ecuatorială;
    - Pădure musonică;

  - Pădure de conifere:
    - Pădure de conifere temperată;
    - Pădure de conifere subtropicală;

  - Pădure mixtă:
    - Pădure mixtă temperată;
    - Pădure mixtă subtropicală;

  - Biomuri, a căror vegetație este ierboasă:
    - Stepă;
    - Silvostepă;
    - Savană;
    - Prerie;
    - Pampas;

  - Deșert;
  - Semideșert;
  - Mangrovă;
  - Biom montan.
- Biomuri acvatice: